# Oscar 1934
A 6ª cerimônia de entrega dos Academy Awards (ou Oscars 1934), apresentada pela Academia de Artes e Ciências Cinematográficas, premiou os melhores atores, técnicos e filmes de 1933 no dia 16 de março de 1934, em Los Angeles e teve como mestre de cerimônias Will Rogers.
Uma alteração nas regras de elegibilidade resultou no período mais longo pelo qual os filmes poderiam ser indicados: os dezessete meses compreendidos entre 1º de agosto de 1932 e 31 de dezembro de 1933. Após isso, o período de elegibilidade coincidiria com o ano calendário.
Walt Disney se tornou a primeira pessoa a ganhar prêmios da Academia de forma consecutiva, vencendo o Oscar de Melhor Curta-Metragem de Animação por Os Três Porquinhos, após ter ganhado o mesmo prêmio no ano anterior por Flores e Árvores.
O drama Cavalcade foi premiado na categoria mais importante: melhor filme.

## Indicados e vencedores
| Melhor Filme - Cavalcade – Winfield Sheehan para a Fox Film Co. - 42nd Street – Darryl F. Zanuck para a Warner Bros. - A Farewell to Arms – Adolph Zukor para a Paramount Publix - I Am a Fugitive from a Chain Gang – Hal B. Wallis para a Warner Bros. - Lady for a Day – Frank Capra para a Columbia Pictures - Little Women – Merian C. Cooper e Kenneth Macgowan para a RKO Pictures - The Private Life of Henry VIII – Alexander Korda para a London Films - She Done Him Wrong – William LeBaron para a Paramount Publix - Smilin' Through – Irving Thalberg para a Metro-Goldwyn-Mayer - State Fair – Winfield Sheehan para a Fox Film Co. | Melhor Diretor - Frank Lloyd – Cavalcade - Frank Capra – Lady for a Day - George Cukor – Little Women |
| Melhor Ator/Actor (Principal) - Charles Laughton – The Private Life of Henry VIII - Leslie Howard – Berkeley Square - Paul Muni – I Am a Fugitive from a Chain Gang | Melhor Atriz/Actriz (Principal) - Katharine Hepburn – Morning Glory - May Robson – Lady for a Day - Diana Wynyard – Cavalcade |
| Melhor História Original - One Way Passage – Robert Lord - The Prizefighter and the Lady – Frances Marion - Rasputin and the Empress – Charles MacArthur | Melhor Roteiro/Argumento - Little Women – Victor Heerman e Sarah Y. Mason por Little Women (livro) de Louisa May Alcott - Lady for a Day – Robert Riskin por Madame la Gimp de Damon Runyon - State Fair – Paul Green e Sonya Levien por State Fair (livro) de Phil Strong |
| Melhor Curta-metragem/Comédia - So This Is Harris! – Louis Brock e RKO Pictures - Mister Mugg – Warren Doane e Universal Studios - A Preferred List – Louis Brock e RKO Pictures | Melhor Curta-metragem/Inovação - Krakatoa – Joe Rock e Educational Pictures - Menu – Pete Smith e MGM - The Sea – Educational Pictures |
| Melhor Diretor Assistente *Charles Barton – Paramount - Scott Beal – Universal - Charles Dorian – MGM - Fred Fox – United Artists - Gordon Hollingshead – Warner Bros. - Dewey Starkey – RKO - William Tummel – 20th Century Fox - Al Alleborn – Warner Bros. - Sid Brod – Paramount - Orville O. Dull – MGM - Percy Ikerd – 20th Century Fox - Arthur Jacobson – Paramount - Edward Killy – RKO - Joseph A. McDonough – Universal - William J. Reiter – Universal - Frank Shaw – Warner Bros. - Ben Silvey – United Artists - John S. Waters – MGM                                                                                                | Melhor Mixagem/mistura de Som - A Farewell to Arms – Franklin Hansen - 42nd Street – Nathan Levinson - Gold Diggers of 1933 – Nathan Levinson - I Am a Fugitive from a Chain Gang – Nathan Levinson                                                                        |
| Melhor Direção de Arte - Cavalcade – William S. Darling - A Farewell to Arms – Hans Dreier e Roland Anderson - When Ladies Meet – Cedric Gibbons | Melhor Cinematografia/Fotografia - A Farewell to Arms – Charles Lang - Reunion in Vienna – George J. Folsey - Sign of the Cross – Karl Struss |
| Melhor Animação em Curta-metragem - Three Little Pigs – Walt Disney e United Artists - Building a Building – Walt Disney e United Artists - The Merry Old Soul – Walter Lantz e Universal Studios | |

### Múltiplas indicações
- 4 indicações: Cavalcade,  A Farewell to Arms e Lady for a Day
- 3 indicações: I Am a Fugitive from a Chain Gang e Little Women
- 2 indicações: 42nd Street, The Private Life of Henry VIII e State Fair